# Jensen 541
Jensen 541 är en sportbil, tillverkad av den brittiska biltillverkaren Jensen Motors mellan 1954 och 1963. 

## Jensen 541

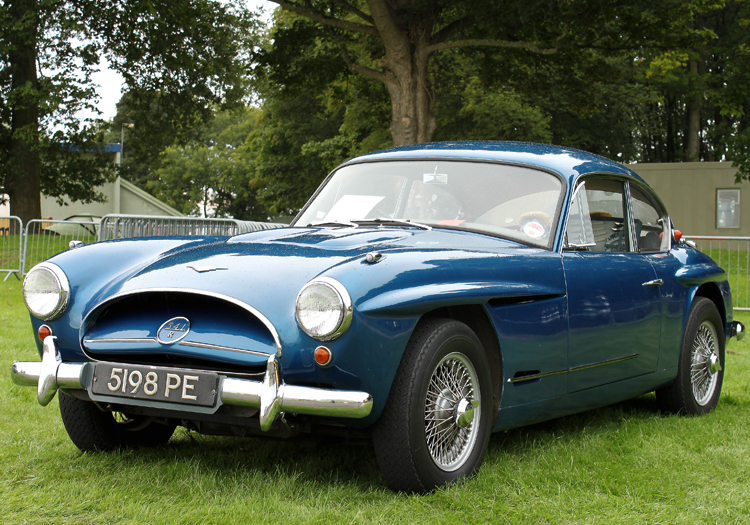
Jensen 541R

I början av femtiotalet kom huvuddelen av Jensens inkomster från att bygga bilar åt andra tillverkare, bland annat Austin. Den egna produktionen var mycket blygsam. För att sänka produktionskostnaden för kaross-tillverkningen bestämde sig Jensen för att använda det då relativt nya materialet glasfiberarmerad plast. Plasten var dessutom lättare än vanlig karossplåt, vilket ledde till bättre prestanda. 
Produktionen av Jensen 541 startade 1954. Under plastkarossen återfanns samma chassi som på Interceptor-modellen, med dess Austin Princess-motor. Karossen ritades av Jensens egen formgivare Eric Neale. De enda karosspaneler som inte var gjorda i plast var dörrarna som var gjorda i aluminium. Istället för en konventionell kylargrill fanns en lucka som föraren själv kunde manövrera för att reglera flödet av luft till kylaren. Tidiga exemplar hade trumbromsar, men från 1956 infördes skivbromsar runt om.
Hösten 1957 presenterades 541R. Bilen hade en starkare motor och kuggstångsstyrning.
Hösten 1960  kom 541S, med bredare kaross för bättre innerutrymmen. Dessutom hade den fått en normal kylargrill och kunde levereras med automatlåda från Rolls-Royce.
Motor:
| Modell | Motor              | Cylindervolym | Effekt | Bränslesystem    |
| ------ | ------------------ | ------------- | ------ | ---------------- |
| 541    | 6-cyl radmotor ohv | 3993 cm³      | 113 hk | Tre förgasare    |
| 541R   | 6-cyl radmotor ohv | 3993 cm³      | 152 hk | Dubbla förgasare |
| 541S   | 6-cyl radmotor ohv | 3993 cm³      | 131 hk | Tre förgasare    |

## Tillverkning[1]
| Modell | Antal |
| ------ | ----- |
| 541    | 226   |
| 541R   | 193   |
| 541S   | 127   |